# Lodovico Rocca
Lodovico Rocca (Torino, 29 novembre 1895 – Torino, 24 giugno 1986) è stato un compositore italiano.

## Biografia
Studiò a Torino e con Giacomo Orefice a Milano, e fu dal 1940 al 1966 direttore del conservatorio "Giuseppe Verdi" di Torino.
Nel 1936 vinse un premio per la musica dell'Accademia d'Italia, nel 1960 ricevette il Premio nazionale di operosità e nel 1961 la medaglia d'oro dei benemeriti della scuola, dell'arte e della cultura.
Scrisse pregevoli musiche orchestrali e da camera e compose 5 opere: tra queste Il Dibuk, su libretto di Renato Simoni, venne rappresentata per la prima volta al Teatro La Scala di Milano nel 1934 ed ottenne grande successo.
Il suo stile è eclettico: sa infatti conciliare la tradizione italiana con le esigenze di rinnovamento del teatro novecentesco, e le sue musiche si caratterizzano per il dominio dei procedimenti armonici e contrappuntistici e per la ricerca quasi preziosa dei valori ritmici e coloristici. Le sue opere sono sostenute da tensione drammatica ora mistica ora grottesca, consona alle diverse situazioni espressive.

## Opere

### Opere liriche
- Il Dibuk, 1934 (composta tra il 1928 e il 1930);
- In terra di leggenda, Bergamo, 1936 (composta tra il 1922 e il 1923);
- La morte di Frine, Milano, 1937(composta tra il 1917 e il 1920);
- Monte Ivnor, Roma, 1939 (composta tra il 1936 e il 1938);
- L'uragano, Milano, 1952 (composta tra il 1942 e il 1951);

### Musica per orchestra
- Chiaroscuri, suite, 1920;
- La cella azzurra, 1924;
- Interludio epico, 1928;
- suites da In terra di leggenda, Il Dibuk e Monte Ivnor.

### Musica vocale con strumenti
- Dittico, 1921;
- Proverbi di Salomone, per coro femminile, 1933;
- Salmodia, 1934;
- Biribù, occhi di rana (da N. Davicini), 1937;
- Schizzi francescani, 1939;
- Antiche iscrizioni, 1952; versione coreografica, Firenze, 1955.

### Musica vocale
- 8 cantilene su testi d’oriente, 1920;
- 4 melopee su epigrammi sepolcrali greci, 1921;
- Canti spenti, 1925;
- 2 sonetti francescani, 1926;
- 3 salmodie su fioretti di San Francesco, 1926;
- altre